# 2-デオキシグルコース-6-ホスファターゼ
2-デオキシグルコース-6-ホスファターゼ(2-deoxyglucose-6-phosphatase、EC 3.1.3.68)は、以下の化学反応を触媒する酵素である。
2-デオキシ-D-グルコース-6-リン酸 + 水{\displaystyle \rightleftharpoons }2-デオキシ-D-グルコース + リン酸
従って、この酵素の基質は2-デオキシグルコース-6-リン酸と水の2つ、生成物は2-デオキシグルコースとリン酸の2つである。
この酵素は加水分解酵素に分類され、特にリン酸モノエステル結合に作用する。系統名は、2-デオキシ-D-グルコース-6-リン酸 ホスホヒドロラーゼ(2-deoxy-D-glucose-6-phosphate phosphohydrolase)である。